# Seznam slovenskih orglarjev
Seznam slovenskih orglarjev (izdelovalcev orgel) vsebuje poleg slovenskih orglarjev tudi mojstre iz Avstrije, Nemčije, Češke in Italije, ki so delovali na Slovenskem. Tradicija izdelovanja orgel na tem ozemlju sega vse do 17. stoletja.

## Nekdanji orglarji
- Andrej Benda
- Jernej Billich
- Josip Brandl
- Martin Cajhen (Zeichen)
- Gaetano Callido Gaetano Callido (it)
- Anton Dernič
- Franc Ksaver Dev
- Leonhard Ebner
- Janez Deutschmann
- Janez Jurij Eisel (Eisl)
- Janez FallerJohann Georg Mitterreither  (de)
- Marko Göbl
- Franc Goršič
- Franc Grafenauer (de) (1860 - 1935)
- Jožef Grafenauer (de) (1824 - 1889)
- Alois Hörbiger Alois Hörbiger (de)
- Janez Frančišek Janeček (Genechek)
- Franc Jenko in Anton Jenko
- Mihael Krajnc (Krainz)
- Franc Ksaver Križman (de)
- Johann Gottfried Kunath
- Jakob Ladstätter (de) (1804-1875)
- Ferdinand Malahovsky
- Venceslav Marthal
- Josef Mauracher (de)
- Ivan Milavec
- Johann Georg Mitterreither Johann Georg Mitterreither  (de)
- Petar Nakić (it)
- Franc in Ivan Naraks
- Simon Otoničer
- Josip Otonič
- Dominik Raktelj
- Peter Rojc
- Peter Rumpl
- Mihael Rupnik
- Karl Schehl Karl Schehl (de)
- Anton Scholz
- Andreas Schwarz Andreas Schwarz (de)
- Ferdinand Schwarz Ferdinand Schwarz (de)
- Ignacij in Ivan Zupan
- Ivan Kacin

## Današnji orglarji
- Orglarska delavnica Maribor (od 1989, nekdanja Škofijska orglarska delavnica)
- Orglarstvo Škrabl (Anton Škrabl, od 1990)
- Orglarstvo Kolar (Simon Kolar, od 1990, orglarski mojster od 2002)
- Orglarstvo Močnik (Tomaž Močnik, od 1998)
- Orglarstvo Černe Boštjan (Boštjan Černe, od 1995)
- Marijan Bukovšek (od 1999)
- Srečko Narat (izdelava orglarskih piščali)